# Tarahumara (película)
Tarahumara (Cada vez más lejos) es una película mexicana de 1965 producida por el director Luis Alcoriza, la cual demuestra un acercamiento profundo de la época a la problemática de la explotación y marginación de indígenas en México.
Obtuvo el Gran Premio Federación Internacional de la Prensa Cinematográfica (FIPRESCI) de la crítica internacional en el XVIII Festival Internacional Cinematográfico de Cannes; la Copa de Plata A.G.I.S. en el Festival de Cine de la Montaña de Trento, Italia; y la Cabeza de Palenque “por su espíritu de valiente denuncia” en la VIII Reseña Mundial de Festivales Cinematográficos de Acapulco.
Fue filmada del 20 de octubre al 24 de diciembre de 1964 en la Sierra Tarahumara de Chihuahua, México. Se estrenó el 9 de septiembre de 1965 en el cine Roble. Tiene una duración de 130 min. pero fueron reducidos a 115 para su exhibición comercial.

## Sinopsis
El antropólogo Raúl va a recavar datos y fotografías de una comunidad de indígenas tarahumaras, quienes dificultan su labor por el temor de seguir siendo explotados por los hombres blancos y mestizos. Tomás, encargado de un aserradero, quiere que éstos trabajen para él en contra de su voluntad. Raúl se hace amigo de Corachi así como del resto de la comunidad y, ante el despojo del que son víctimas, decide ayudarlos dirigiendo artículos a los periódicos de la Ciudad  de México para dar a conocer la situación. Después prepara un viaje a esta capital con el jefe del grupo, Muraca, quien es asesinado en forma misteriosa en forma de suicidio; decide entonces llevar a Corachi, pero en el camino, Raúl muere inesperadamente. Los exploradores liquidan a quien iba a denunciarlos. La comunidad llora su muerte y otro antropólogo que se ha convertido en el encargado del aserradero, decide continuar la obra de Raúl, partiendo a la capital con el cuerpo del joven.

## Críticas y comentarios
Debido a las partes relativas a la sexualidad de la comunidad tarahumara, el Instituto Nacional Indigenista negó que éstos prestaran a sus mujeres y la censura cortó dos escenas que evidenciaban un comportamiento sexual menos hipócrita que el "civilizado".
La película expone las cualidades y defectos de los indígenas, como por ejemplo, cómo el deseo carnal puede ser consentido ampliamente, o como también puede llegar a la violación; la embriaguez para olvidar una penosa existencia (a pesar de estar relacionada con sus ritos y festividades); y el respeto a sus semejantes constituido por un grupo de jueces.
El largometraje denuncia la negligencia hacia los grupos indígenas de México y su guion no trata de acentuar el folklorismo indígena, sino más bien la profundidad psicológica de los personajes.
Una recomendación del periódico La Jornada, menciona que "el filme jamás cae en complacencias..." "Cierto tono documental le confiere a esta película su mayor peso". El diario El Nacional dijo que era "un documento etnográfico y sociológico de prodigiosa riqueza y elocuentes enseñanzas".
Tarahumara fue la película que recaudó más dinero en la VIII Reseña Mundial de los Festivales Cinematográficos, de Acapulco, Guerrero.

## Producción
- Producción: Antonio Matouk[3]
- Dirección, argumento y adaptación: Luis Alcoriza
- Asistente de dirección: Mario Cisneros y Manuel Muñoz
- Dirección de fotografía en blanco y negro: Rosalío Solano
- Edición: Carlos Savage
- Música original del pueblo tarahumara y arreglos de Raúl Lavista[7]
- Sonido: José B. Carles y Enrique Rodríguez
- Escenografía: Jorge Fernández
- Vestuario: Federico Castillo
- Maquillaje: Concepción Zamora
- Estudios: Laboratorio Cinematográfico de México, S.A. (1.ª película extraordinaria; financiación especial).[3]

## Reparto
Antes de empezar el rodaje, se sustituyó de última hora al actor previsto para el papel protagónico, el joven argentino Roberto Dumont, por haberse paralizado durante una prueba ante la cámara. Se le sustituyó por López Tarso.
- Ignacio López Tarso (Raúl)
- Jaime Fernández (Corachi)
- Aurora Clavel (Belén)
- Eric del Castillo (Tomás)
- Alfonso Mejía (Roniali)
- Pancho Córdova (Ceredonio)
- Carlos Nieto (Pedro)
- Regino Herrera (Muraca)
- Luis Aragón (Rogelio)
- Álvaro Ortíz (doctor)
- Berta Castillón (Nori)
- Enrique Lucero (brujo Owiruane)
- Wally Barrón (Eloy)
- Roger López (David)
- Jesús Murguía (niño)
- Salvador Terroba
- Benjamín Blanco
- Roberto Ramírez
- Yolanda Ortíz
- Chico Ramírez
- Perla Walter
- Yolanda Ponce